# Hutchinson River
Der Hutchinson River ist ein 16 Kilometer langer Fluss im US-Bundesstaat New York im Nordosten der USA.

## Flusslauf
Der Fluss entspringt auf dem Gebiet der Stadt Scarsdale. Von dort fließt er 16 km in überwiegend südlicher Richtung, bis er im Nordosten der Bronx in New York City in die Eastchester Bay des Long Island Sound mündet. Der Hutchinson River bildet dabei jeweils die Grenze zwischen den Städten New Rochelle und Eastchester sowie Mount Vernon und Pelham. Auf etwa der Hälfte seiner Länge ist der Fluss ein Ästuar.

## Geschichte
Der Name des Flusses geht auf Anne Hutchinson zurück, die 1642 am Unterlauf des Flusses siedelte. Ihr Wohnort lag auf der gegenüberliegenden Flussseite des heutigen Standorts der Co-op City.
Von 1924 bis 1941 wurde die Parkway-Straßenverbindung Hutchinson River Parkway errichtet, die parallel, aber in teils größerem Abstand zum Fluss von New York City nach Greenwich (Connecticut) führt.

## Schifffahrt
Der Hutchinson River ist flussaufwärts etwa 4,8 km bis in das Stadtgebiet von Mount Vernon schiffbar.

## Brücken
Der schiffbare Teil des Hutchinson River wird von sechs Brücken überspannt. Ausgehend von der Mündung sind dies:
- die Pelham Bridge (Bewegliche Brücke), eine Straßenbrücke,
- die Pelham Bay Bridge (Bewegliche Brücke) der Bahnverbindung Northeast Corridor,
- die Brücke des Hutchinson River Parkways (Bewegliche Brücke),
- die Brücke des New England Thruway (I-95),
- die Eastchester Bridge (Boston Post Road),
- die Fulton Ave Bridge (Bewegliche Brücke)